# Spreetshoogte-Pass
Der Spreetshoogte-Pass (englisch Spreetshoogte Pass) ist ein Gebirgspass in den Rantbergen zwischen Rehoboth und Solitaire (Distriktstraße D1275) in der Region Khomas in Namibia. Er gilt mit einer maximalen Steigung von 22 Prozent als der zweitsteilste und mit einer Höhe von 1676 m als fünfthöchster Pass des Landes.
Er verbindet die Ausläufer der Namib im Westen mit dem Khomashochland im Osten und führt dabei über die Große Randstufe. Der Pass überwindet auf einer Länge von etwa vier Kilometern einen Höhenunterschied von 1000 m.
Teile des Passes sind mit Pflastersteinen gesichert. Er hat eine durchschnittliche Steigung von etwa 16,5 Prozent (Gradient 1:6), wobei er an den steilsten Abschnitten etwa 22 % erreicht (Gradient 1:4,5).

## Geschichte
Der Pass wurde während des Zweiten Weltkriegs vom namensgebenden Farmer Nicolaas Andries Rymert Spreeth (1904–1975) errichtet. Er besaß die Farm Ubib am Fuße des Passes. Um die Versorgung seiner Farm zu verbessern, baute er den Pass bis zur Farm Namibgrens auf der Großen Randstufe. Spreeth baute den Pass weitestgehend, mit Ausnahme von Dynamit, mit seinen eigenen Händen.